# Neolophonotus virescens
Neolophonotus virescens är en tvåvingeart som beskrevs av Engel 1927. Neolophonotus virescens ingår i släktet Neolophonotus och familjen rovflugor. Inga underarter finns listade i Catalogue of Life.